# Robesonia
Robesonia est un borough situé dans le comté de Berks, dans le Commonwealth de Pennsylvanie, aux États-Unis. Sa population s’élevait à 2 061 habitants lors du recensement de 2010, estimée à 2 070 habitants en 2017.

## Source
- (en) Cet article est partiellement ou en totalité issu de l’article de Wikipédia en anglais intitulé « Robesonia, Pennsylvania » (voir la liste des auteurs).